# کراسلیتسه
کراسلیتسه (به چکی: Kraslice) یک منطقهٔ مسکونی و شهرستان دارای شهرک سابقاً روستا در جمهوری چک است که در ناحیه سوکولوو واقع شده‌است.
 کراسلیتسه  ۷٬۲۹۹ نفر جمعیت دارد.

## خواهرخوانده
شهر کلینگلتال (زاکسن) خواهرخواندهٔ کراسلیتسه هست.